# ヴェネツィア
- ヴェネツィア
- ヴェネーツィア
- ヴェネチア
- ベネツィア
- ベネチア

| ヴェネツィアにおける宗教 (2019年) | ヴェネツィアにおける宗教 (2019年) | ヴェネツィアにおける宗教 (2019年) | ヴェネツィアにおける宗教 (2019年) | ヴェネツィアにおける宗教 (2019年) |
| --------------------------------- | --------------------------------- | --------------------------------- | --------------------------------- | --------------------------------- |
| 宗教                              |                                   |                                   | パーセント                        |                                   |
| カトリック                        | カトリック                        |                                   | 85.1%                             | 85.1%                             |
| イスラム教                        | イスラム教                        |                                   | 9.6%                              | 9.6%                              |
| その他の宗教                      | その他の宗教                      |                                   | 5.3%                              | 5.3%                              |

ヴェネツィア（イタリア語: Venezia [veˈnɛttsja] ( 音声ファイル)、ヴェネト語: Venesia または Venexia）またはヴェニス（英: Venice [ˈvɛnɪs]）は、イタリア共和国北東部に位置する都市で、その周辺地域を含む人口約250,000人の基礎自治体（コムーネ）。ヴェネト州の州都、ヴェネツィア県の県都である。中世にはヴェネツィア共和国の首都として栄えた都市で、「アドリア海の女王」「水の都」などの別名を持つ。

## 名称
古来はラテン語でウェネティ人の土地を意味し、ウェネティ人が住んでいたアドリア海の奥に広がる土地をウェネティア（Venetia）と呼んだことにちなむ。この綴りをイタリアでのラテン語の読み方に従うと、ヴェネツィアとなる。英語でヴェニス（Venice）、フランス語でヴニーズ（Venise）、ドイツ語でヴェネーディヒ（Venedig）と呼ばれる。ヴェネツィア方言では、古語は Venexia、現代語では Venessia（まれに Venezsia）と表記され、ヴェネーシアとヴェネースィアの中間に近い音で発音される。
日本語では、イタリア語由来のヴェネーツィアをはじめ、ヴェネチア、ベネチア、ベネツィアなどとも表記される。英語由来では、ヴェニス、ベニスなどがある。

## 地理

### 位置・広がり
都市としてのヴェネツィアは、ヴェネタ潟上の島（ヴェネツィア本島、5.17平方キロメートル）に築かれている。
自治体（コムーネ）としてのヴェネツィア市（Comune di Venezia）は、ヴェネタ潟の島々や、メストレなどの本土側も市域に含んでおり、面積は412.54平方キロメートルにおよぶ。
市域に含まれる島として、本島のすぐ南にはサン・ジョルジョ・マッジョーレ島やジュデッカ島、さらに南に下ると映画『ベニスに死す』で有名なリード島がある。また、本島のすぐ北には、墓地となっているサン・ミケーレ島、さらに北にはヴェネツィアン・グラスで有名なムラーノ島、レース編み産業の地であるブラーノ島、そして、もっとも古い時代に栄えたトルチェッロ島がある。

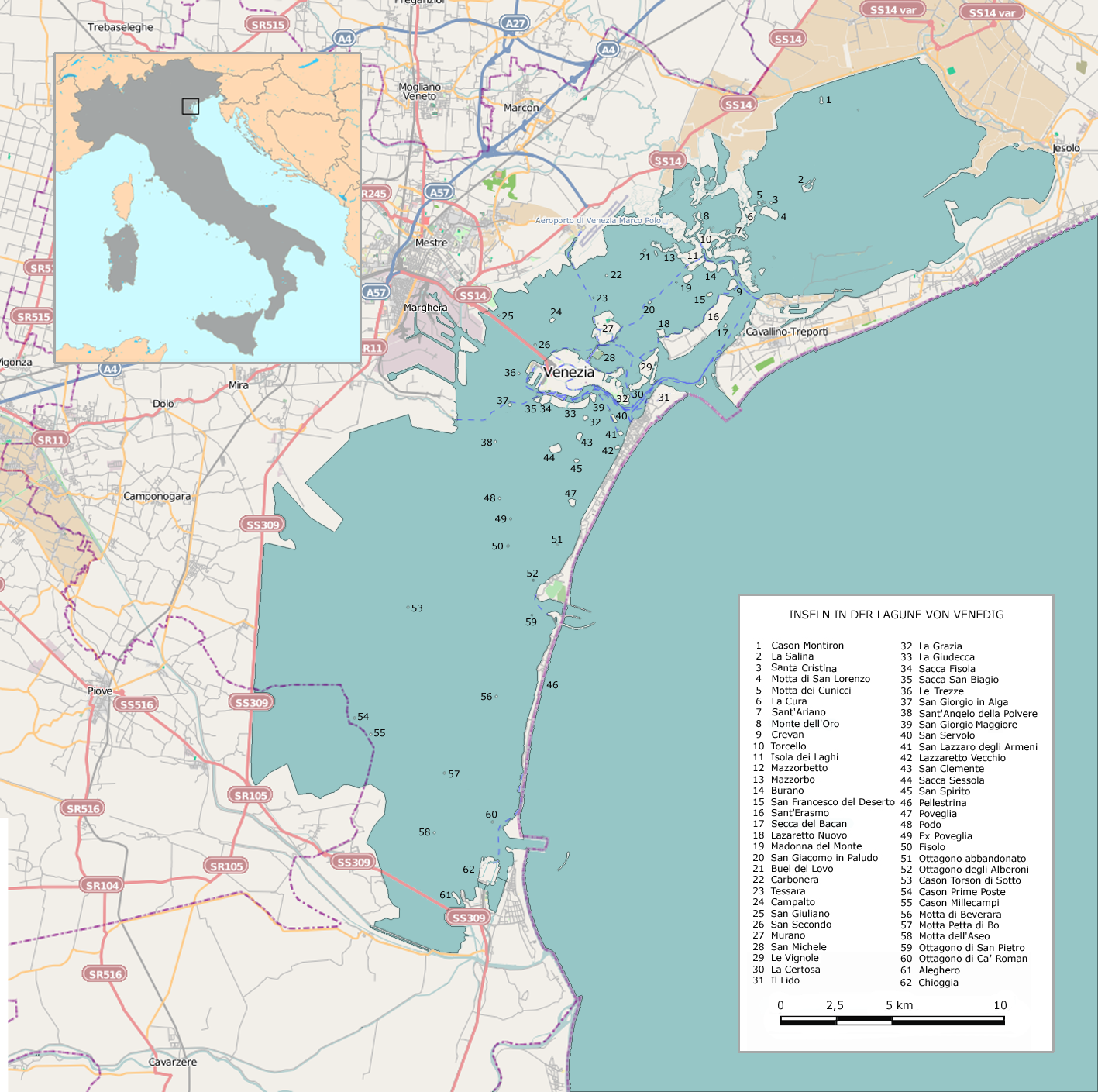
ヴェネタ潟内の島々の位置関係

#### 隣接コムーネ
隣接するコムーネは以下の通り。括弧内のTVはトレヴィーゾ県所属を示す。
- カンパーニャ・ルーピア
- カヴァッリーノ＝トレポルティ
- キオッジャ
- マルコーン
- マルテッラーゴ
- ミーラ
- モリアーノ・ヴェーネト (TV)
- ムジーレ・ディ・ピアーヴェ
- クアルト・ダルティーノ
- スコルツェ
- スピネーア

### ヴェネツィア市街
都市としてのヴェネツィアは、アドリア海の最深部、ヴェネツィア湾にできた潟「ラグーナ（Laguna di Venezia または Laguna Veneta）」の上に築かれた、運河が縦横に走る水の都である。
ヴェネツィア本島は大きな魚のような形をしており、本島全体が小さな島々からできている。その真ん中を全長約3キロにおよぶ逆S字形の「カナル・グランデ（Canal Grande、大運河）」がヴェネツィアの北西から南東へ、市街を2つに分けながら湾曲して流れる。鉄道路線と土手を走る車道が島々と本土を結び、ラグーナの外側の長い砂州や海岸の防波堤がこの町を海から守っている。150を超える運河が177の島々を分け、運河には400におよぶ橋がかかる。また市街地と南端のジュデッカ島の間には幅約400メートルのジュデッカ運河がある。
地上では、迷路のように狭くて曲がりくねった路地や通りに自動車は入れず、橋も歩行者専用である。何世紀もの間市内の輸送をになったのは、ゴンドラ（gondola）と呼ばれる手漕ぎボートであった。今は水上バスやフェリーが市民や貨物を運んでいるが、ゴンドラも観光に利用されている。
ヴェネツィアは、6区を意味するセスティエーレ（sestiere）からなり、ドルソドゥーロ（Dorsoduro）、サンタ・クローチェ（Santa Croce）、サン・ポーロ（San Polo）、サン・マルコ（San Marco）、カンナレージョ（Cannaregio）、カステッロ（Castello）の6つの地区に分かれている。
かつては海上に浮かぶ孤島であったが、オーストリア帝国治世下の1846年にイタリア本土との間に鉄道が敷かれ、のちに自動車用道路の「リベルタ橋」も架けられ、イタリア本土との往来は容易である。ただし、ヴェネツィア本島内は自動車での移動は不可能であり、自転車の使用も禁止されている（乳母車、車椅子は可。また、カンポ（campo）と呼ばれる広場では子供用自転車の乗り回しは可）ため、車はリベルタ橋を渡ってすぐのところにある「ローマ広場」の駐車場に置いて、島内を徒歩か船舶で移動することになる。
車が入れず、一方で運河が発達していることもあり、おもな交通機関は必然的に船になる。水上タクシー、水上バス、渡し船などが運河を用いて頻繁に運行されている（詳細は後述）。なおゴンドラと呼ばれる手漕ぎの舟がヴェネツィアでは有名だが、現在では一部の渡し船を除き観光用途で運航されている。
交通に運河を用いた水上交通が頻繁に用いられることから、運河に面した玄関を持つ建物も多い。また警察や消防、救急輸送も車に代わり、船舶を用いてその業務を行っている。

### 地盤沈下

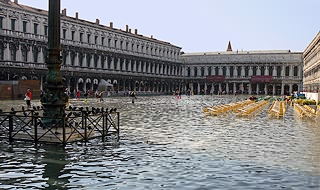
2007年の高潮で水没したサン・マルコ広場

現代のヴェネツィアは、他地域への人口流出、水害や地盤沈下、大気や水の汚染、建造物の老朽化など多くの問題に直面している。1966年の大水害の後には、歴史的な町を守るための国際的な運動がユネスコの主唱で組織された。
大潮、低気圧、そしてアドリア海の東南から吹く風「シロッコ（scirocco）」の3つの要因が重なると、「アックア・アルタ（acqua alta、高水の意）」と呼ばれる異常潮位を起こす高潮がヴェネツィア湾で起こる。このとき、ヴェネツィアの街中まで水が入り込み、特に一番低い「サン・マルコ広場」は水没する（広場や道路には臨時の高床が組まれ、通行を確保する）。過去に北の対岸の本土マルゲーラ地区で工業用の地下水のくみ上げが行われたことにより地盤沈下が起こり、アックア・アルタによる浸水の水位が1メートル以上になったこともある。建造物の沈下は、地下の帯水層の流出が原因とされるため、地下水使用の制限やアルプスからの水道の導入などで対処している。さらに今後の地球温暖化によって海面上昇が加速されることとなれば、将来ヴェネツィアの街全体がアドリア海に水没してしまうことが懸念されている。

#### ビルの基礎
干潟に建物を建てるため、大量の丸太の杭を打ち込みそれを建物の基礎とした。そのため、“ヴェネツィアを逆さまにすると森ができる”（地中に丸太が乱立するがごとく大量に打ち込まれたため）と言われている。こうした海底の泥岩まで達するように埋められた丸太の林の上に、海水の波にも強い「イストリアの石」（石灰岩）を敷いて土台とし、その上に比較的軽いレンガを漆喰で固めた壁と、板の床を使って、3 - 4階までに限ってビルを建てているため、建物は傾くが意外に軟構造で、イタリアに多い地震でもベネツィアのビルは倒壊したことはない。しかし、近年地盤の沈下とともに海水の波が基礎の上のレンガの部分を浸食し始めており、多くのビルが危ない状態になってきた。

#### 問題の解決への努力
水没を防ぐために、アドリア海との間の3か所に可動式の3メートルの高さの防潮堤を設ける「MOSEプロジェクト」(MOSE Project) が提案されている。環境やヴェネツィアの潟（ラグーナ）に与える影響が懸念されるため、市長や多くのヴェネツィア市民の反対もあったが、イタリア政府は2003年からこの工事を着手している。度重なる予算超過・完成延期はあったものの、現在のところ2022年に完成予定。また、パドヴァ大学などによる地下水注入方法による地盤のかさ上げも試験に入っている。
2019年11月13日、1966年の高潮（1.94メートル）に匹敵する高潮（1.87メートル）に襲われ、市は未曾有の被害を被り、市長はモーゼ計画を継続することを市民に約束し、イタリア政府も計画の完成を加速することを発表した。

### 気候分類・地震分類
気候分類では、zona E, 2345 GGに分類される。
また、イタリアの地震リスク階級 (it) では、zona 3 (sismicità bassa) に分類される。

## 歴史

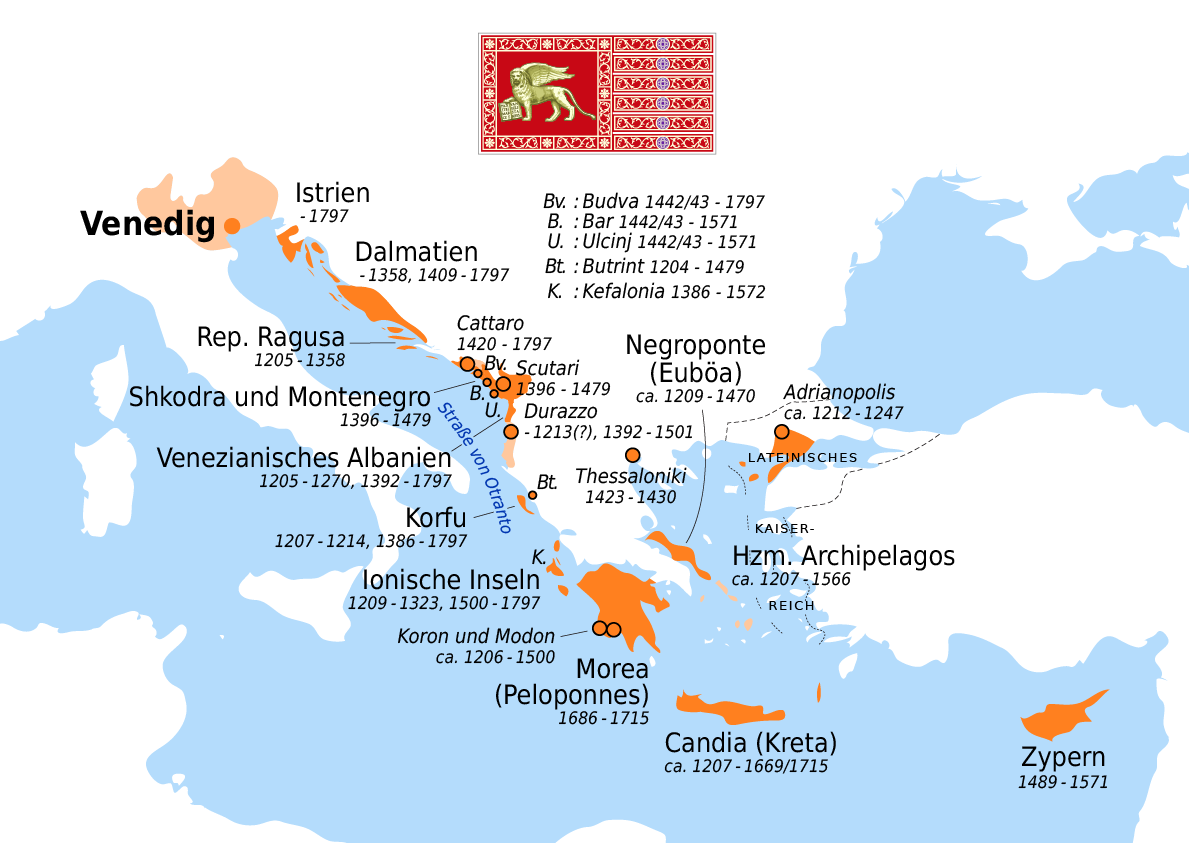
ヴェネツィア共和国の領土の変遷

ヴェネツィアの土地は、大陸からの川の流れに乗ってくる土砂、そして、アドリア海の波と風の力によって作られた湿地帯である。
古代、ヴェネツィア周辺の地域にはウェネティ人が住んでいた。伝説では、アクイレイア、パドヴァなどの北イタリアの都市の住民が、5世紀のフン族やランゴバルド人のイタリア侵攻からのこの湿地帯へと避難してくることから、452年にヴェネツィアの歴史が始まる。このとき避難してきた先が現在のトルチェッロ島である。足場が悪い湿地帯のため、侵入者は追ってくることができず、避難した人々はここに暮らし続けるようになる。干潟に住むメリットを保つため、干潟を荒らしたり干拓したものを極刑にするという法を作る、普段は船が通れる道を杭で示していたが非常時にはその杭を抜くなど、干潟を守り、かつ有効に利用していた。
彼らは12のおもな島からの護民官たちを中心とした政府を組織し、アドリア海沿岸地域はもともと東ローマ帝国の支配下にあるため、名目上は東ローマ帝国に属したが、実質的には自治権を持っていた。697年、ヴェネツィア人は初代総督を選出して独自の共和制統治を始めた。これがヴェネツィア共和国の始まりである。つづく1世紀間は政府内部の不和のため不安定な政治が続いたが、外敵の脅威に対して結束し、836年にはイスラムの侵略を、900年にはマジャールの侵略を撃退した。10世紀後半からはイスラム諸国と商業条約を結んだが、これはムスリム（イスラム教徒）と戦うよりも貿易をしようというヴェネツィア人の現実的な政策によるものである。
9世紀始め、フランク王国がヴェネツィアを支配下に置こうとして軍を派遣したため、トルチェッロにいた人々はさらなる避難を余儀なくされ、現在のヴェネツィア本島へと移り住むことになった。このときにたどり着いたのが今の「リアルト地区」である。810年に東ローマ帝国・フランク王国間で結ばれた条約で、ヴェネツィアは東ローマ帝国に属するが、フランク王国との交易権も持つこととなり貿易都市への布石が置かれた。
このころヨーロッパ各国では、その国の存在をアピールする目的でその国の守護聖人を求める風潮にあった。ヴェネツィアも同様に守護聖人を求めていたところ、福音書著者聖マルコの遺骸がエジプトのアレクサンドリアにあり、ムスリムに奪われる恐れがあることを聞きつけ、828年、それを奪い取りヴェネツィアに運んだ。このときよりヴェネツィアは聖マルコを守護聖人とすることになった。
10世紀後半からはイスラム諸国とも商業条約を結び交易を拡大した。さらにアドリア海沿岸への支配地域の拡大に努めていった。ジェノヴァ共和国などの同じイタリアの貿易都市とは違い、都市の周辺海域が大国・東ローマ帝国の制海権内にあったために、イスラム勢力による海上からの直接的脅威を感じることが少なかったことも、イスラム諸国との関係を積極的に進める要因となった。
11世紀、弱体化した東ローマ帝国の要請でアドリア海沿岸の海上防衛を担うことになり、その代償として東ローマ帝国内での貿易特権を得た。

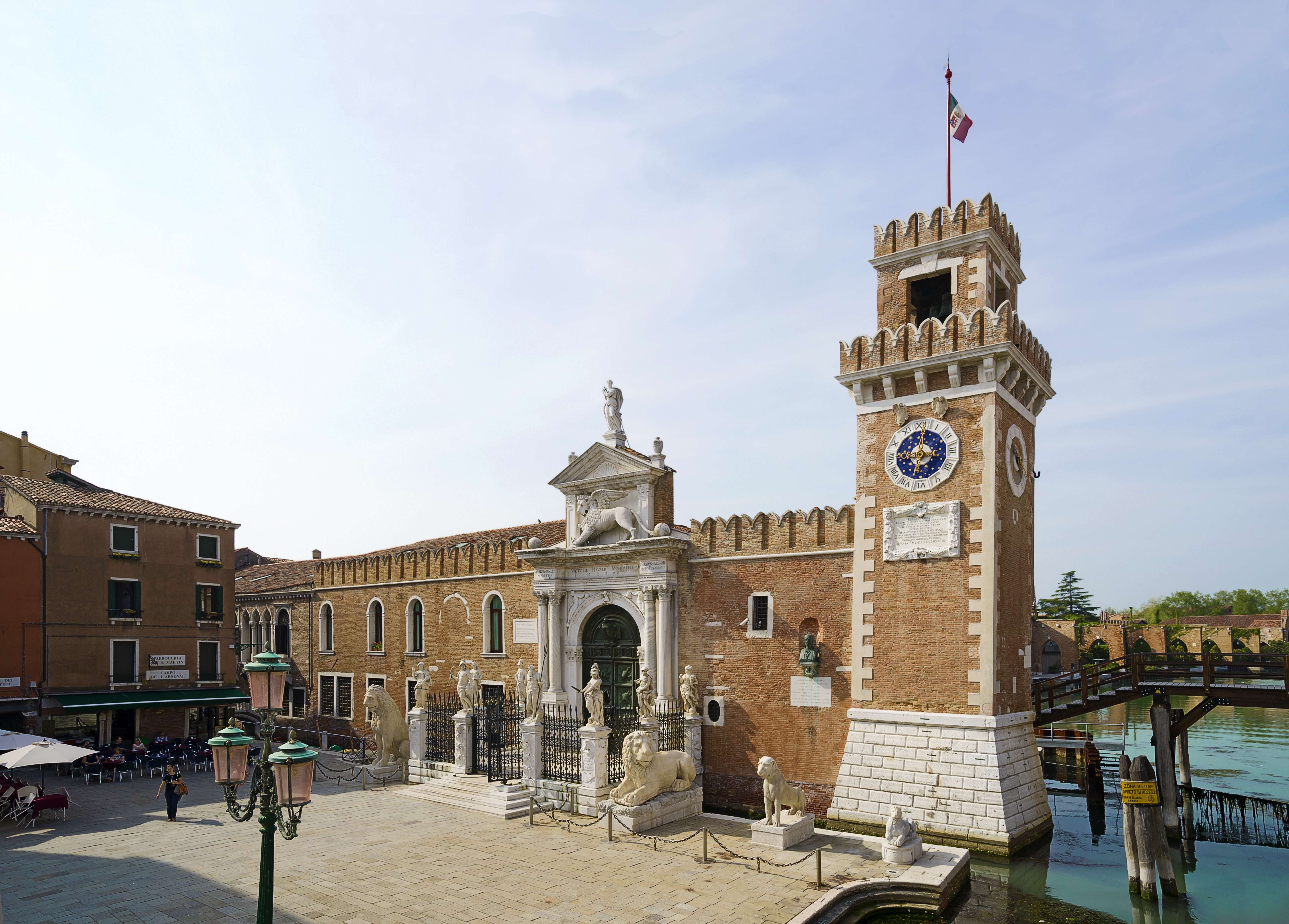
工廠正門ポルタ・マグナ

1104年に工廠（アルセナーレ）が創られ軍船の修理を始めた。1320年には軍船や大型商船の造船所となり、最大1万6000人が従事し、船のロープ・帆桁などを個別に生産し、一貫作業で1日1隻の造船能力があった。1370年代以降は銃器も生産され、16世紀には世界における造船・兵器製造の一大拠点となった。1797年のナポレオン支配終了まで繁栄が続いた。1593年にはガリレオ・ガリレイが技術顧問に就いている。
1204年、第4回十字軍とともにヴェネツィア艦隊は東ローマ帝国首都のコンスタンティノープルを攻略、援助への代償としてクレタ島（ヴェネツィア領クレタ）などの海外領土を得て東地中海最強の海軍国家となり、アドリア海沿岸の港市の多くがヴェネツィアの影響下に置かれた。ヴェネツィア共和国は東ローマ帝国分割で莫大な利益を獲得し、政治的にも地中海地域でヨーロッパ最大の勢力を誇るようになった。東地中海から黒海にかけての海域が、いわば「イタリア商人の海」ともいうべき状況になったことは、同じ13世紀に、ヴェネツィアのマルコ・ポーロが黒海北岸から中央アジアを経て元へ向かうことを容易にさせた。
富裕な貴族たちは政治の支配権の獲得をくわだて、13世紀末ごろには寡頭政治が行われるようになった。13 - 14世紀には商業上の宿敵であるジェノヴァとの戦いが続いた。1378 - 81年の戦いで、ジェノヴァはヴェネツィアの優位を認めた。そのあとも侵略戦争で周辺地域に領土を獲得したヴェネツィアは、15世紀後半にはキリスト教世界でも屈指の海軍力を持つ都市国家となった。
15世紀半ばのオスマン帝国の進出により、ヴェネツィアの海外領土が少しずつ奪われていき、最盛期は終わりを告げた。1538年におけるプレヴェザの海戦で、オスマン帝国は地中海の制海権をほぼおさえ、さらにヴェネツィアにとっての圧力となった。そのうえ、大砲の登場により干潟に住むメリットがなくなってしまった。その後の諸外国の侵略や、ほかのイタリア都市の攻撃で、ヴェネツィアの力は弱まった。また、1497 - 98年にポルトガルの航海者ヴァスコ・ダ・ガマが喜望峰をまわるインド航路を発見したため、貿易の対象がアジアに移り、アメリカ大陸が発見され、時は大航海時代へ遷るとともに貿易の舞台はアドリア海から大西洋や太平洋に移り、ヴェネツィアの貿易に対する影響力は低下、衰退は加速された。これに対してヴェネツィアはガラスやレースなどの工芸品を作ることで対処した。1508年、ヴェネツィアに対抗して神聖ローマ帝国、教皇、フランス、スペインは同盟を結び、ヴェネツィア領土内にある財産を没収した。1516年、ヴェネツィアは巧妙な外交でイタリアでの支配権を取り戻したが、海洋国家としての地位は回復できなかった。
1797年、ヴェネツィア共和国はナポレオン・ボナパルトに侵略され、ついに崩壊した。カンポ・フォルミオ条約により、ナポレオンはその領土をオーストリアに引き渡した。オーストリアは1805年にフランスが支配するイタリア王国に譲ったが、1814年には奪回。オーストリアは港湾都市としてヴェネツィアよりトリエステを重視したため、ヴェネツィア経済は衰退した。その翌年、ヴェネツィアとロンバルディアはロンバルド＝ヴェネト王国を作った。ヴェネツィア人はイタリアの政治家ダニエーレ・マニンの指導のもとで、1848年にオーストリア支配に対する反乱（1848年革命）を起こし、ヴェネト共和国を建国した。しかし、その翌年にオーストリアの攻撃により降伏した。1866年に普墺戦争が始まると、イタリア王国はこれを第三次イタリア統一戦争としてオーストリアに宣戦布告し、この結果ヴェネツィアとヴェネト地方はイタリア王国に編入された。
1987年、世界遺産（文化遺産）に『ヴェネツィアとその潟』として登録された。

## 交通

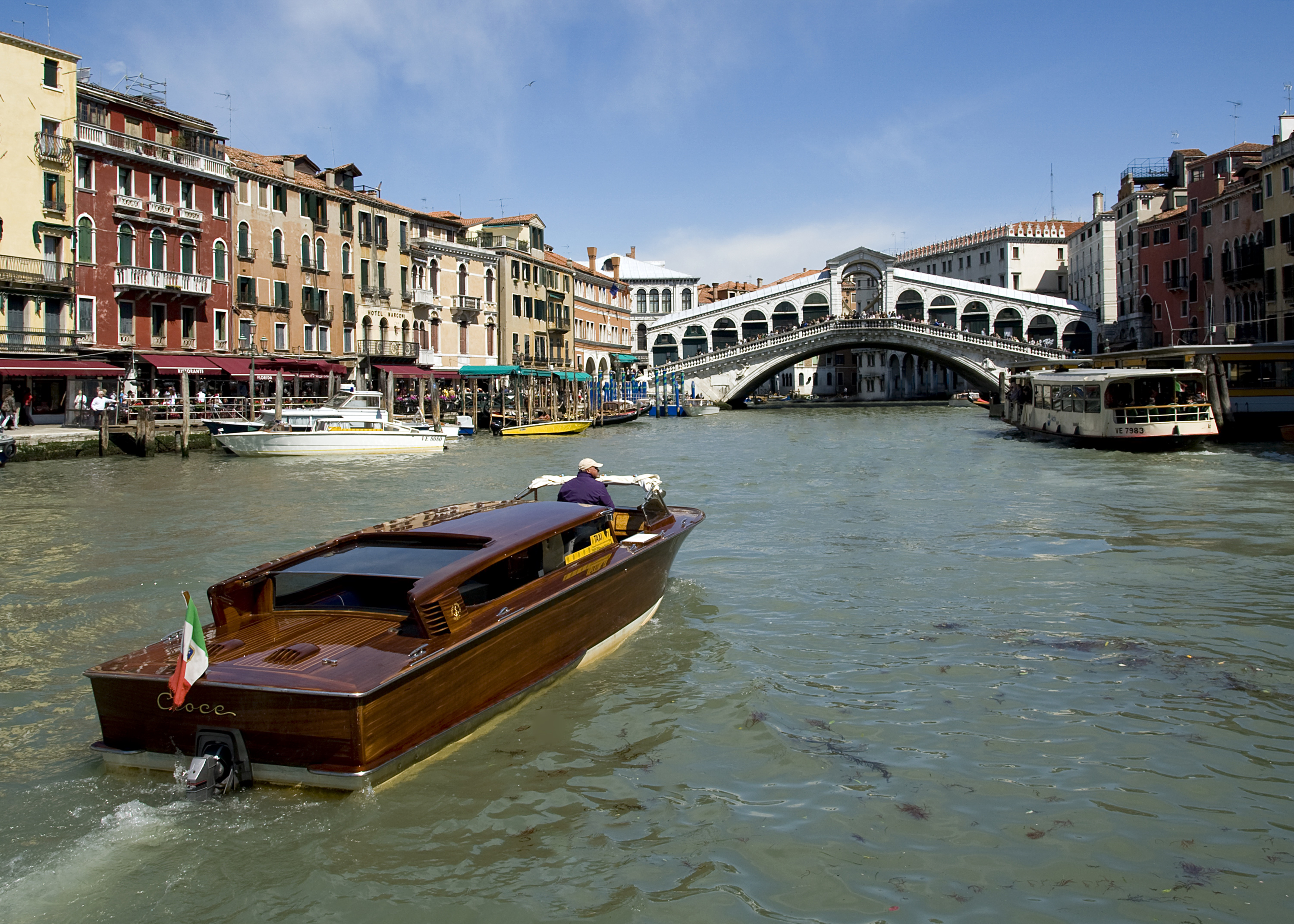
リアルト橋付近のカナル・グランデを走行する水上タクシーと水上バス

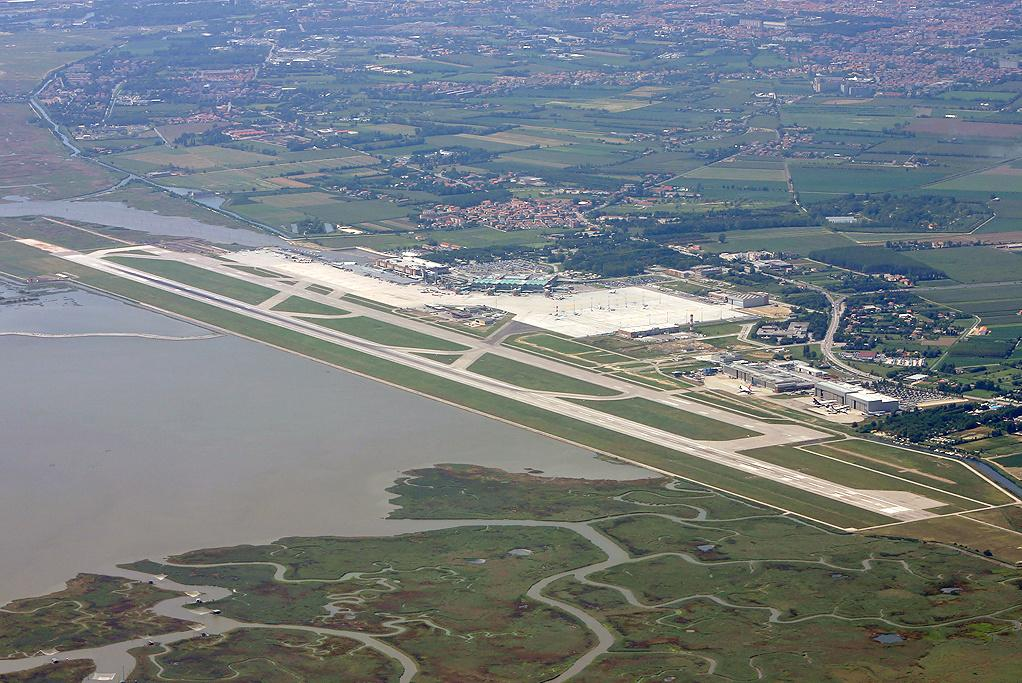
マルコ・ポーロ国際空港

水上バス

先述したとおり、島には車の乗り入れができないため、島内や島同士の連絡には水上バス（ヴァポレット、vaporetto）がもっぱら用いられている。島内の移動にはヴァポレットのほか徒歩、水上タクシー（モトスカーフィ、motoscafi）、さらに橋がかかっていない運河の両岸を行き来するため渡し船（トラゲット、traghetto）がしばしば用いられる。
ヴァポレットの運行を行っているのはACTV社で、同社はそのほかにローマ広場とマルコ・ポーロ空港など各地の間を結ぶ路線や、さらにはリード（リド）島、本土のメストレ地区における路線バスの運行も担っている。
水上バスはヴェニス島内の大運河を通るもののほか、外周を回るもの、ムラーノ島、ブラーノ島などへの路線など現在25路線あるが、普通路線はルートごとに1から82までの番号（欠番もあり）がつけられており、深夜便やフェリー、急行など特殊便にはアルファベットがつけられている。
2022年現在、観光客に対する乗船賃は島民や島で働く人たちに比べて4倍程度の料金設定で、距離に関わりなく1回9.5ユーロである。乗船場の売り場か、町中にあるタバッキと呼ばれるキオスクなどで乗船券を購入し、船着き場にある刻印器で刻印してから乗船する形になる。乗降船時に改札はないが、まれに船内で検札があり、乗船券を保有していなかったり、乗船券への刻印をしていなかった場合、50ユーロの罰金が科せられる。
この切符のほか、ICカードで12時間、24時間、36時間、48時間、72時間、1週間という、それぞれの有効期限内は乗り放題のとなるカードも発売されている。このカードを用いる場合、船着き場にある刻印器（バスの場合はバス内にもある）で端末にかざしてから乗船する。2022年現在、24時間パスは25ユーロ、1週間パスは65ユーロで、空港サンタ・ルチア駅などのACTVカウンターで購入できる。
陸上交通
ヴェネツィアと本土の間を結ぶ自動車橋は全長が約4キロあるリベルタ橋で、それに並行して鉄道の橋が架けられている。後者が先に開業した。リベルタ橋は後述のトラムの開業によって自動車とトラムの併用橋となった。
ローマ広場には駐車場とバスターミナルが設けられており、自動車・バスで入島するものはここでヴァポレット、フェリーなどへの乗り換えをすることになる。
鉄道
ローマ広場からカナル・グランデを挟んだ先には、ヴェネツィア本島におけるトレニタリアのターミナル駅であるヴェネツィア・サンタ・ルチーア駅がある。2008年には、この間にコスティトゥツィオーネ橋が架けられ、行き来が容易になった。サンタ・ルチーア駅にはユーロスター・イタリアやインターシティに代表されるローマ・ミラノなどイタリアの各地へ向かう列車、さらには近隣のオーストリア・ドイツ・スイスなどへ向かう国際列車が発着している。またベルモンド社が運行する企画列車のベニス・シンプロン・オリエント・エクスプレス （VSOE）も、この駅を終点としている。ここは鉄道利用の場合の入島拠点であり、ローマ広場と同様に駅前へヴァポレットの乗り場が設けられている。
本土側のメストレ地区にはヴェネツィア・メストレ駅がある。線路容量に限りがあることや折り返し時間の短縮を図るため、サンタ・ルチーア駅に立ち寄らずメストレ駅をヴェネツィアにおける発着駅としている列車も存在し、これらの列車を用いてヴェネツィアの本島に向かう場合は、同駅での乗り換えを必要とする。
現在、メストレ地区を中心にライトレール（トランスロール式ゴムタイヤトラム）の整備工事が進んでおり、リベルタ橋を介してヴェネツイア本島のローマ広場に乗り入れているT1とメストレ駅に乗り入れているT2がある。
ローマ広場からマリッティマを経由してトロンケット島を結ぶ新交通システムとして、ヴェネツィア・ピープル・ムーバーが運行されている。
航空
ヴェネツィア本島の真北には国際空港であるヴェネツィア・テッセラ空港（マルコ・ポーロ空港）があり、ヴェネツィアへの空の玄関口として機能している。空港から島へはACTV社の運行する路線バスやATVO社の運行するプルマンバス（ともにローマ広場へ乗り入れる）、さらにAlilaguna社の運行する水上バス（本島各地やムラーノ島、リド島に発着）を用いてアクセスすることが可能である。
またライアンエアーなど一部の格安航空会社は、ヴェネツィアから北に30キロメートルほど進んだところにあるトレヴィーゾに設けられたトレヴィーゾ空港をヴェネツィアの玄関口と位置づけており、同空港からローマ広場までを直接結ぶシャトルバスが設定されている。
中長距離航路
リベルタ橋で本島のローマ広場へ自動車で渡る直前にあるトロンケット島には、大型旅客船の入港が可能な港があり、世界各地からのクルーズ客船やアドリア海沿岸の複数都市とを結ぶフェリーが発着している。

## 観光

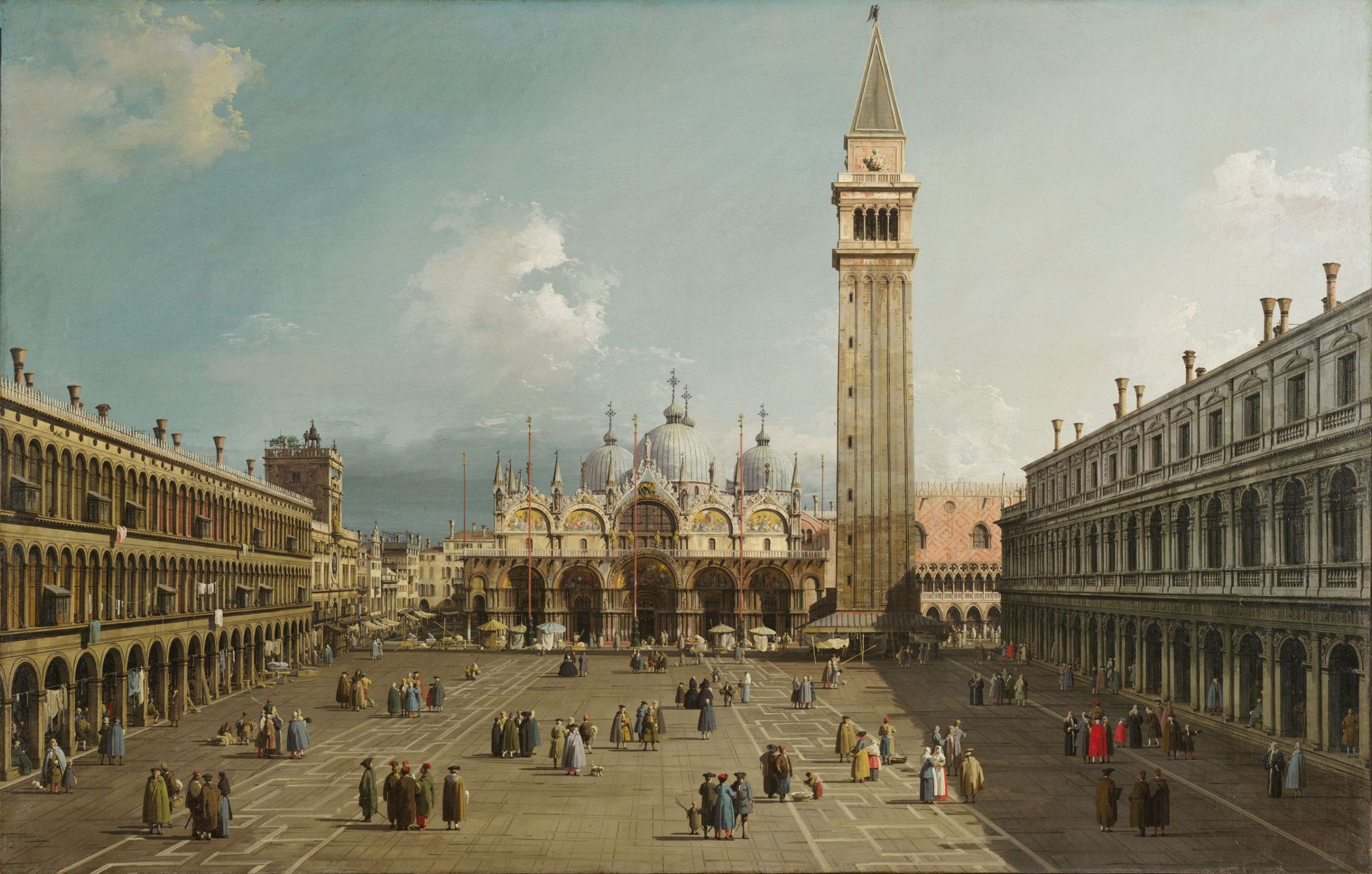
『バシリカのあるサン・マルコ広場』カナレット（1730年）

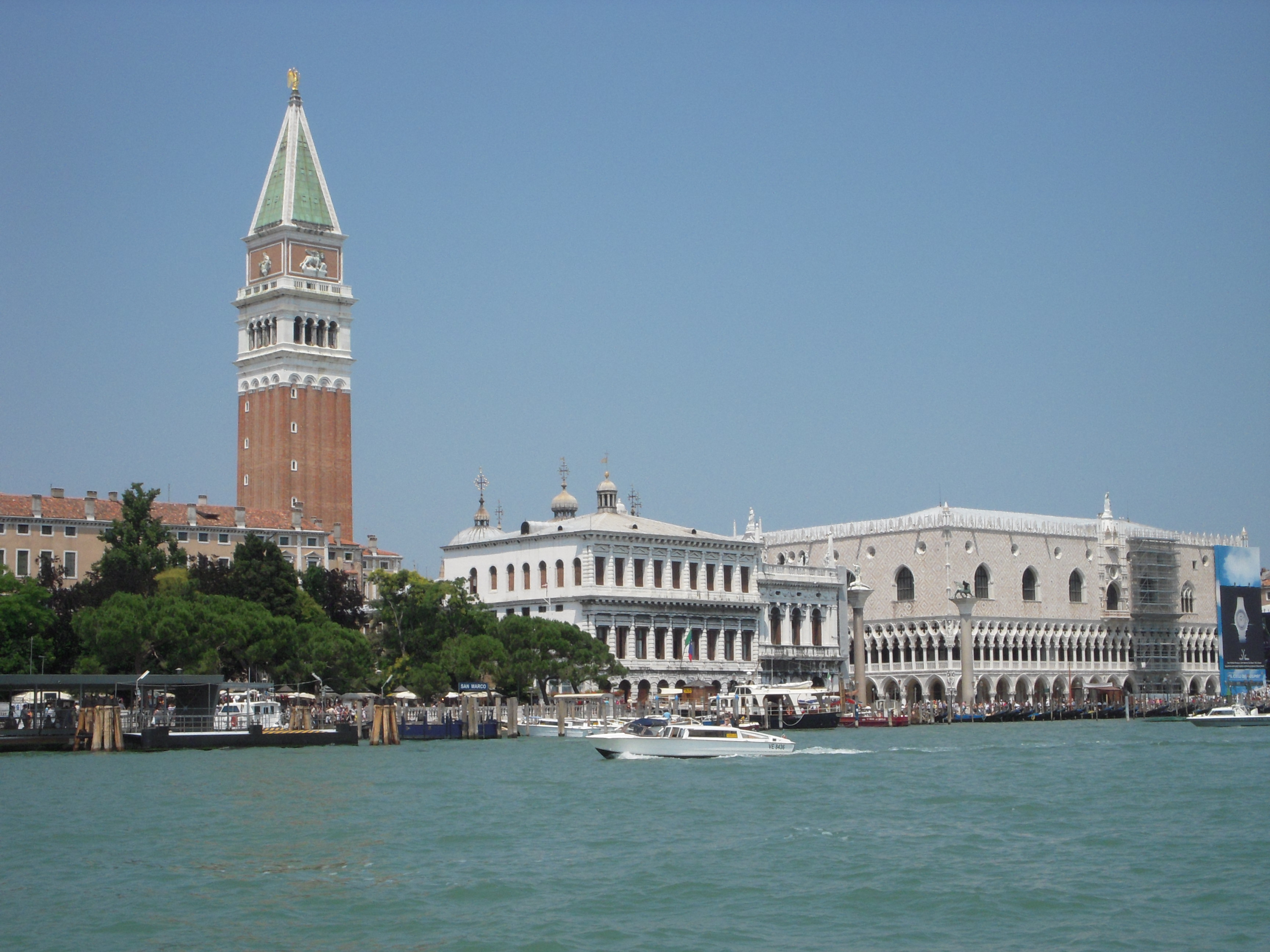
左から順に、鐘楼、造幣局、ドゥカーレ宮殿

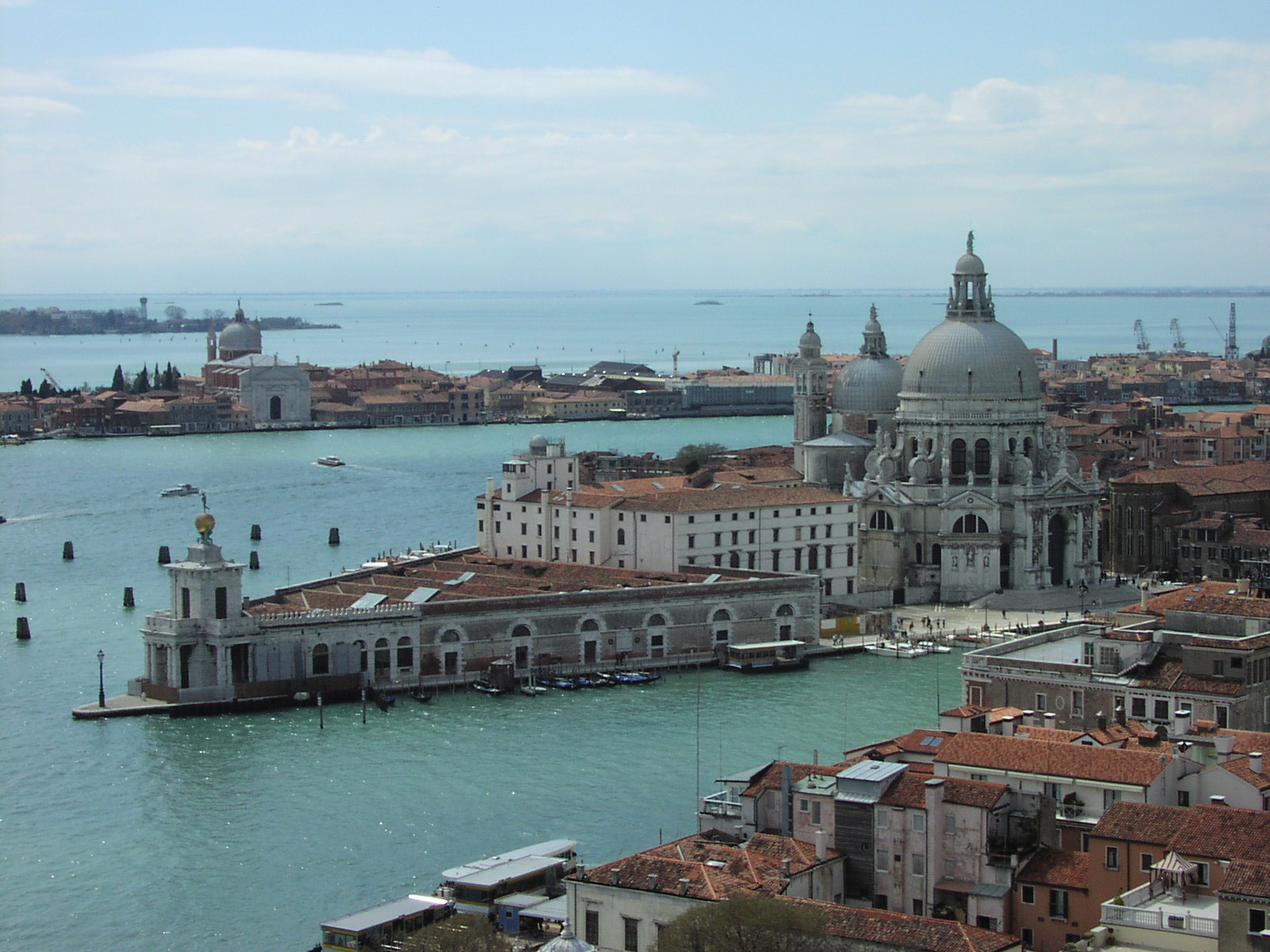
サンタ・マリア・デッラ・サルーテ聖堂

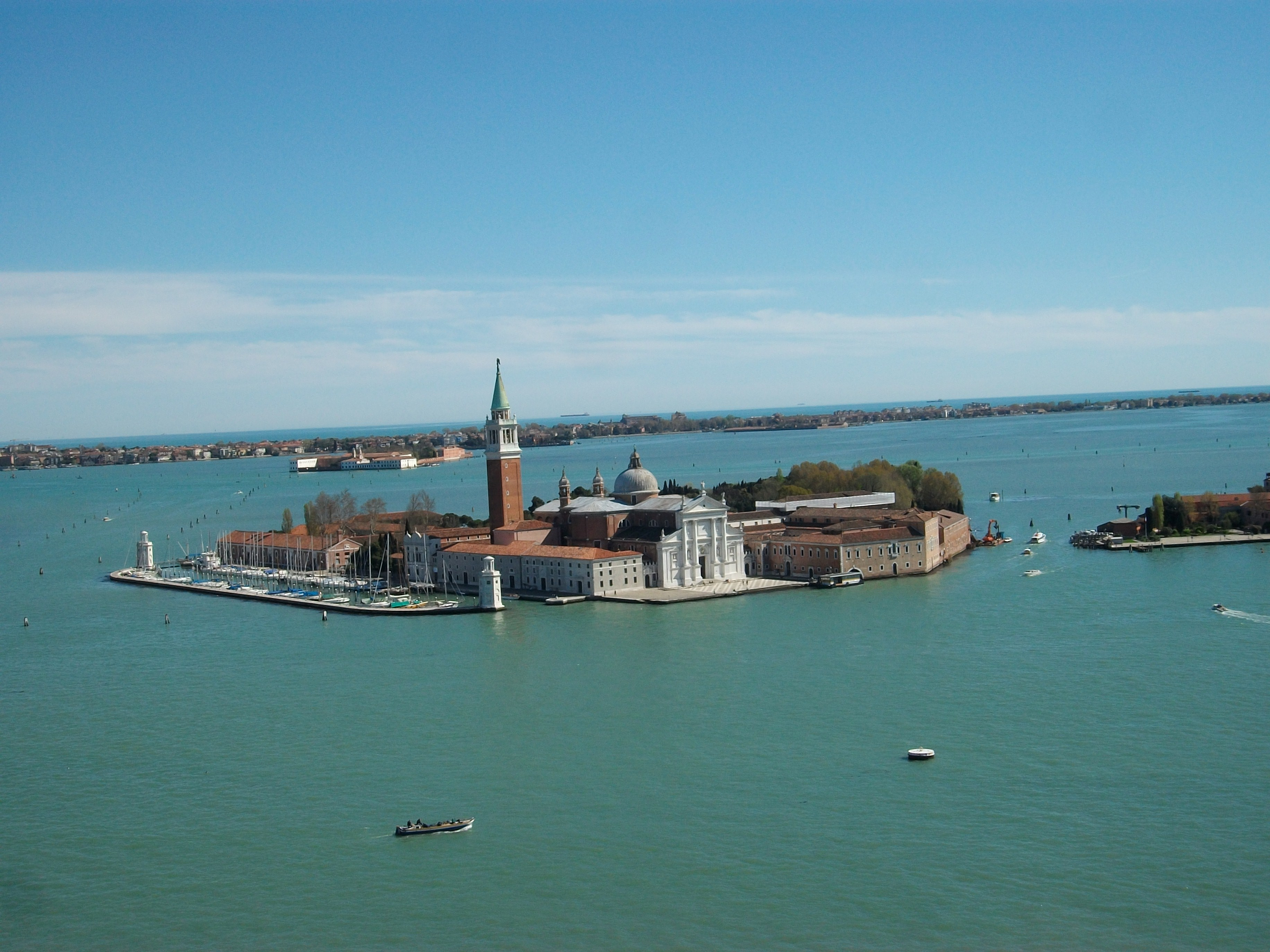
サン・ジョルジョ・マッジョーレ

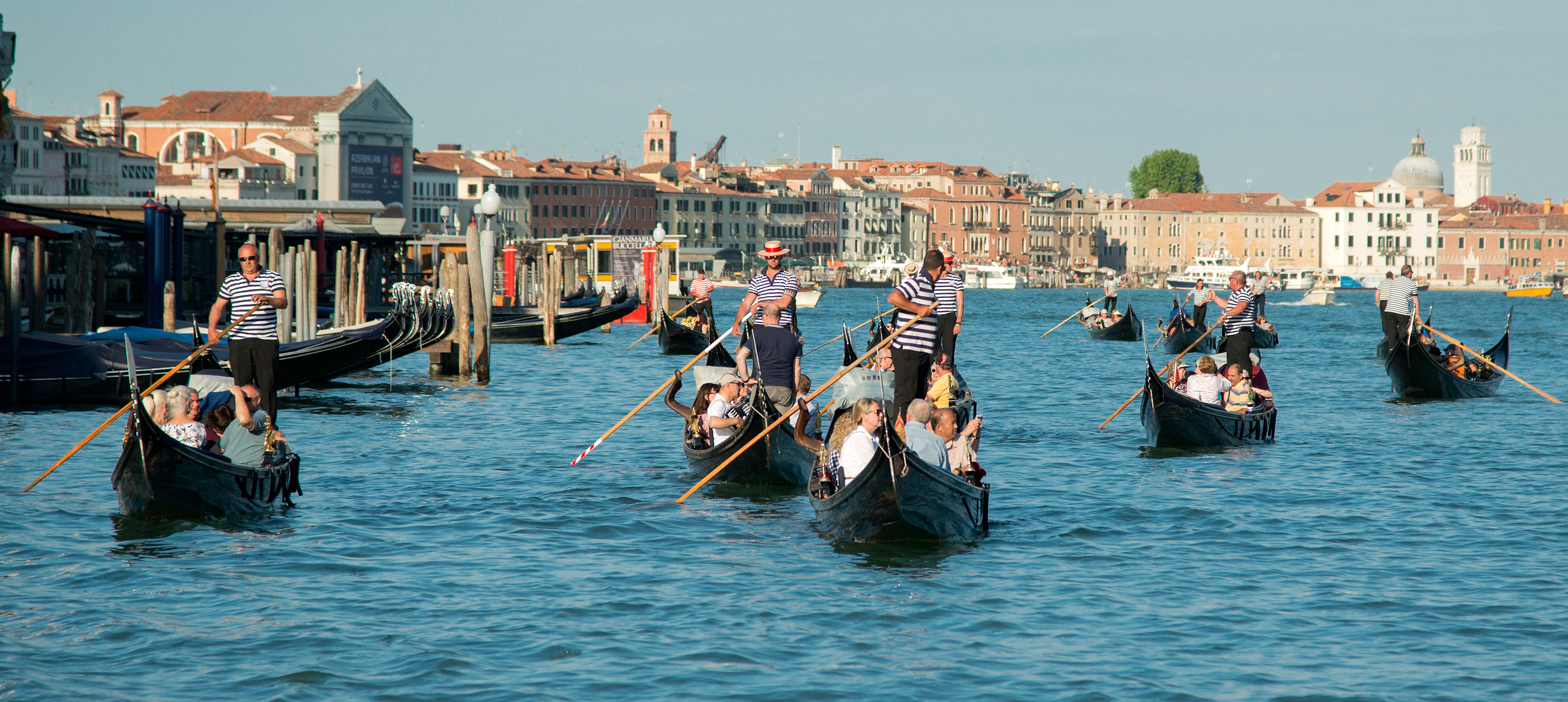
大運河を行くゴンドラ

- カナル・グランデ
- ジュデッカ運河
- サン・マルコ広場
- ゲット
- 時計塔
- フェニーチェ劇場

### 教会
- サン・マルコ大聖堂
- サン・ジョルジョ・マッジョーレ聖堂
- 聖ジョルジオ・デイ・グレーチ大聖堂
- サンタ・マリア・デッラ・サルーテ聖堂
- サンタ・マリア・グロリオーザ・デイ・フラーリ聖堂
- サンティ・ジョヴァンニ・エ・パオロ聖堂
- サンタ・マリア・デイ・ミラーコリ教会
- レデントーレ教会
- サン・ザッカリーア教会

### 宮殿
- カ・ドーロ
- カ・ダーリオ
- カ・ダ・モスト
- カ・フォスカリ（ヴェネツィア大学）
- カ・ペーザロ
- カ・レッツォーニコ
- パラッツォ・コルネール
- ドゥカーレ宮殿（ドージェ宮）
- パラッツォ・ジュスティニアン
- パラッツォ・カヴァッリ＝フランケッティ
- パラッツォ・ゼン

### 橋
- リアルト橋
- スカルツィ橋
- アッカデーミア橋
- リベルタ橋
- ため息橋
- プーニ橋
- パラディーゾ橋
- パーリア橋
- カラトラーヴァ橋
- グーリエ橋
- テッテ橋

### 博物館・美術館
- アカデミア美術館
- 国際現代美術館 (ヴェネツィア)
- ムラーノ・ガラス美術館
- 市立自然史博物館
- ペギー・グッゲンハイム・コレクション
- ヘブライ博物館
- 東洋博物館
- ヴェネツィア海軍博物館（イタリア語版）

### 観光公害対策
2019年5月、市議会は観光公害対策の一環として公序良俗を維持するための条例を可決、施行した。条例では、特定の場所における戸外での飲食、噴水での水浴び、公共の場で上半身裸になることなどを禁じており、同年7月には、野外でコーヒーをドリップしていたドイツ人観光客2人に罰金刑が科せられ、市外への退去が勧告されている。

## 行政
- 市長：ルイジ・ブルニャーロ（イタリア語版、英語版）（2015年選出）

## 教育
- ヴェネツィア大学
- ヴェネツィア建築大学 (Università Iuav di Venezia)
- ヴェネチア国際大学
- ヴェネツィア美術アカデミー
- ベネデット・マルチェッロ音楽院

## 文化

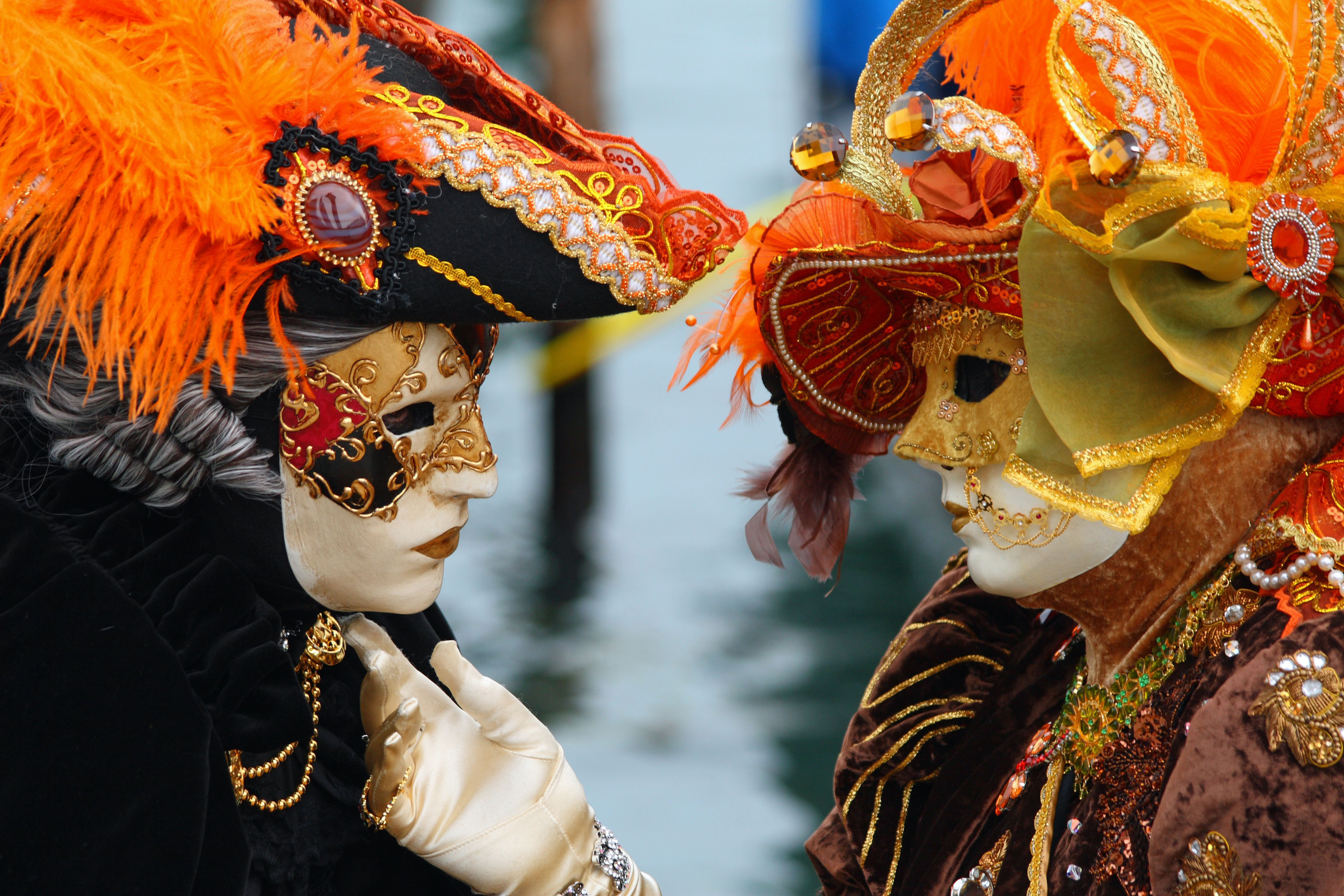
ヴェネツィア・カーニバル

- ヴェネツィア・カーニバル（謝肉祭） - 毎年2月に開かれる。
- 仮面舞踏会 - ヴェネツィアが発祥。
- ヴェネツィアン・グラス
- ヴェネツィアFC - ヴェネツィアを本拠地とするサッカークラブ。
- 毎年5月に、「海との結婚（英語版）」と呼ばれる祭りが開かれる。この海に町を築いた人々が、海と運命をともにすることを誓い、その証に海へ黄金の指輪を落とし、盛大に祝う。

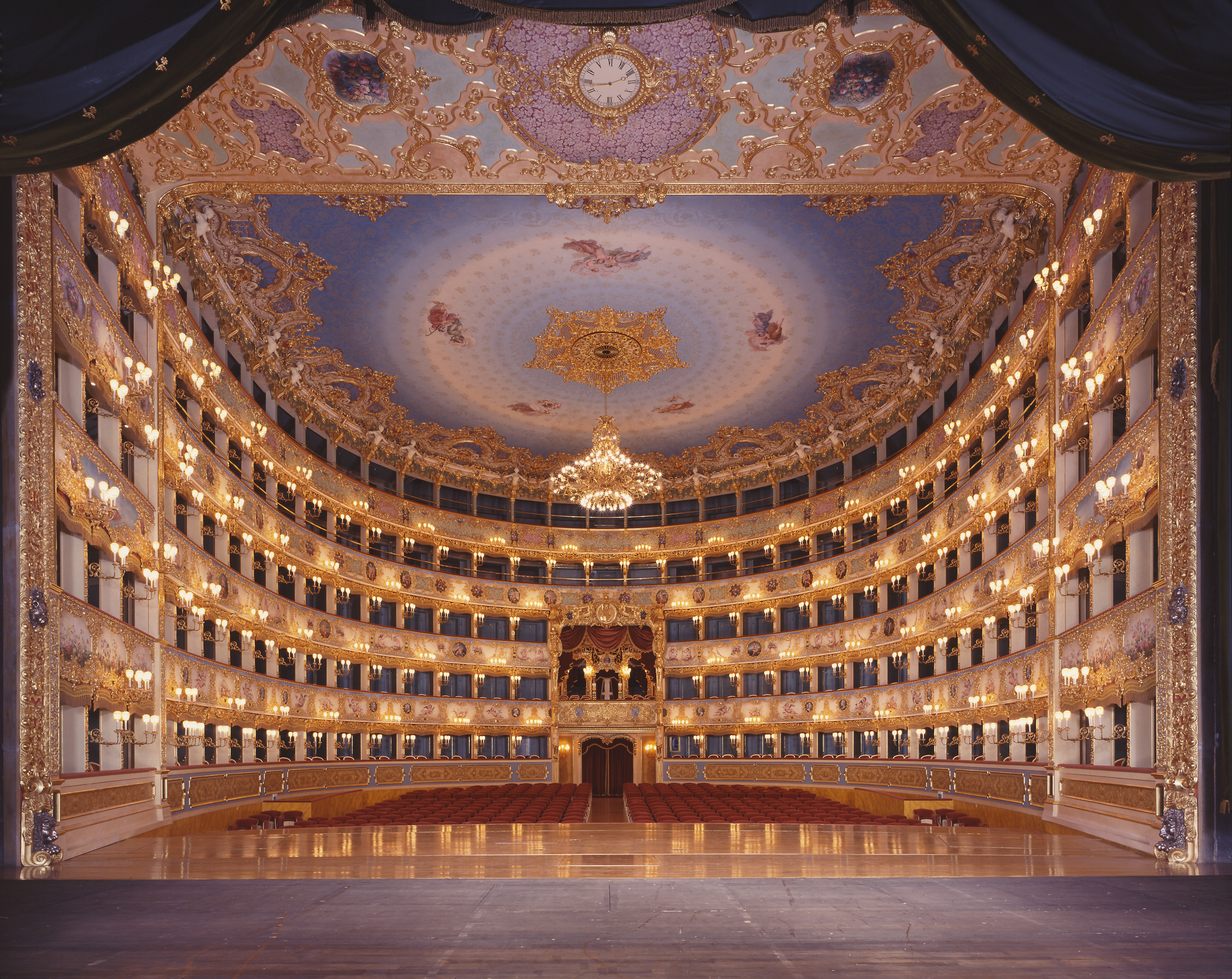
フェニーチェ劇場

- ヴォガロンガ（英語版） - 毎年5月か6月に催される30キロメートルに及ぶボートレース。

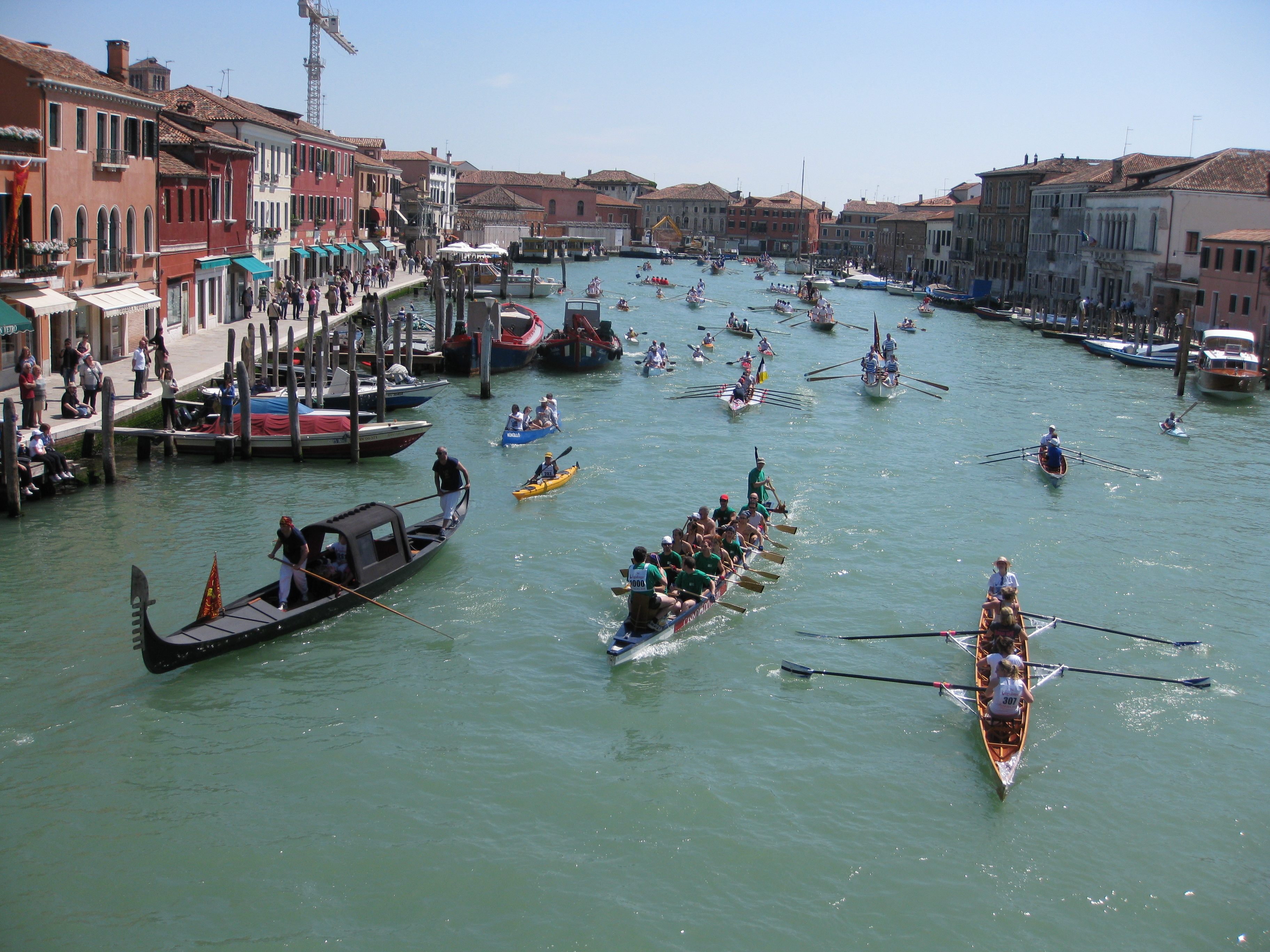
ヴォガロンガ (2010)

## 人物
- マルコ・ポーロ
- アンドレーア・ガブリエーリ
- ジョヴァンニ・ガブリエーリ
- アントニオ・ヴィヴァルディ
- ジャコモ・カサノヴァ
- ルイジ・ノーノ
- ジュゼッペ・シノーポリ
- ヴェネツィアのドージェ一覧

## 姉妹都市
- サラエヴォ - ボスニア・ヘルツェゴビナ
- タリン - エストニア
- 蘇州 - 中華人民共和国
- イスタンブール - トルコ
- ニュルンベルク - ドイツ
- 青島 - 中華人民共和国
- サンクトペテルブルク - ロシア
- テッサロニキ - ギリシャ
- フォートローダーデール - アメリカ合衆国

## 世界にあるヴェネツィア
世界的にその名が知れ渡っているため、運河がはりめぐらされている水の都に対し「○○のヴェネツィア」と異名が付けられている。
- ヨーロッパ・アメリカの「北のヴェネツィア」(Venice of the North)
  - コルマール - 「アルザスの小ヴェニス」とも
  - ストックホルム - 「北欧のヴェネツィア」とも
  - ブルッヘ（ブルージュ）
  - サンクトペテルブルク
- サンアントニオ、フォートローダーデール - 「アメリカのヴェニス」とも
- ベナン共和国ガンビエ、セネガルサン＝ルイ - アフリカのヴェネツィア

など
- 東洋のベニス
  - 堺
  - 小樽 - 「北洋のヴェネツィア」とも
  - 伊根の舟屋 - 「日本のヴェネツィア」とも
  - 蘇州
  - 淡水 - 「台湾のヴェネツィア」とも

など
またベネズエラの国名は、現地を訪れたアメリゴ・ヴェスプッチらがマラカイボ湖畔の先住民の水上村落をヴェネツィアに見立て、イタリア語で「小さなヴェネツィア」という意味の “Venezuola” と呼んだことに由来するとの説が通説である。